# Wilhelm Agthe
Wilhelm Johann Albrecht Agthe (* 13. Juli 1790 in Ballenstedt; † 18. Oktober 1873 in Berlin) war ein deutscher Musikpädagoge und Komponist. Agthe war Sohn des Organisten Karl Christian Agthe.

## Leben und Werk
Agthe wirkte als Musiklehrer in Leipzig, Dresden, Posen, Breslau und Berlin. In Posen war er Lehrer von Theodor Kullak.
Agthe veröffentlichte mehrere Klavierkompositionen.